# Protorchestia campbelliana
Protorchestia campbelliana är en kräftdjursart som först beskrevs av Edward Lloyd Bousfield 1964.  Protorchestia campbelliana ingår i släktet Protorchestia och familjen tångloppor. Inga underarter finns listade i Catalogue of Life.